# 普雷斯頓 (馬里蘭州)
普雷斯頓（英語：Preston）是一個位於美國馬里蘭州加羅林縣的市鎮。

## 人口
根據2020年美國人口普查的數據，普雷斯頓的面積為1.45平方千米，當中陸地面積為1.42平方千米，而水域面積為0.03平方千米。當地共有人口673人，而人口密度為每平方千米464人。